# Harpagoxenus canadensis
Harpagoxenus canadensis é uma espécie de formiga da família Formicidae.
Pode ser encontrada no Canadá e Estados Unidos da América.